# جون س. آدامز
جون س. آدامز (بالإنجليزية: John C. Adams)‏ هو لاعب كرة قدم أمريكية أمريكي، (ولد في كوسيوسكو في الولايات المتحدة 1887 – 1969 م).